# 中国反日情绪

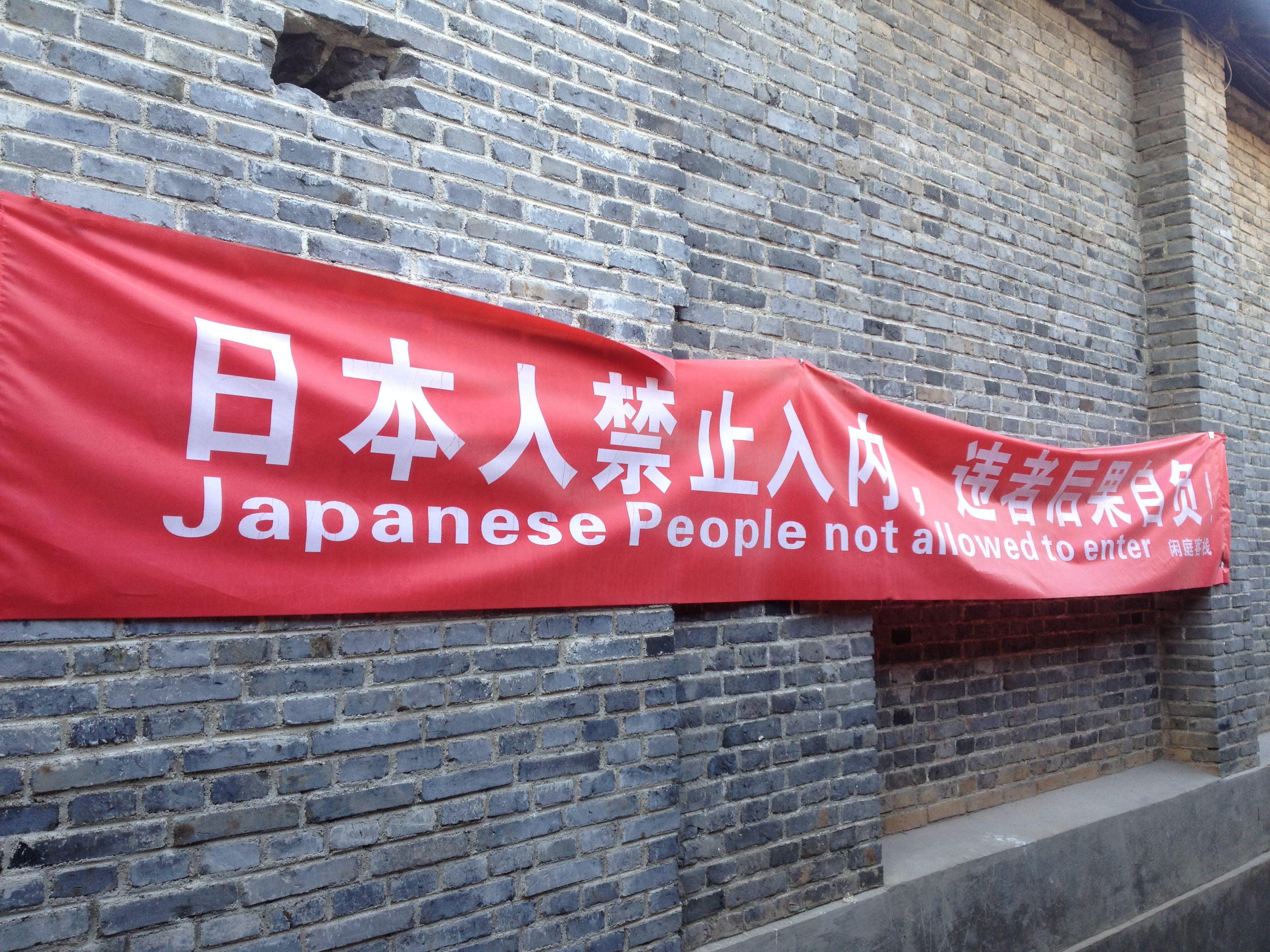
2013年出现在云南丽江古城的反日标语：“日本人禁止入内，违者后果自负。”

中国的反日情绪由来已久。甲午海战中国军队惨败于日本、中国政府割地赔款后，中国反日情绪兴起。当今中国大陆的反日情绪一般根植于民族和历史冲突，而中國共產黨和中華人民共和國政府倡導爱国主义教育，導致中國民衆对日本的印象在近年急速惡化。但彼得·格里斯指出，中国民间反日情绪并不能完全归咎于政府的影响，因为随互联网、短信的出现，民族主义者们能够独立于政府观点行事。
根據美国皮尤研究中心針對亚洲各國民眾對日本的態度調查，中國民衆对日本的印象在全球各國中最爲負面，對日本反感的比率長年維持于80%以上，在2013年甚至高達93%。

## 歷史背景

### 清末至二战时期
中日关系史中，除了明朝末年的倭寇及萬曆朝鮮之役以外，一直至清朝中期中日双方并无剧烈利益冲突。随着明治维新，日本成为现代化强国。清朝末年，日本逐步吞并清朝的藩属国——琉球國與朝鲜國。甲午戰爭、日俄戰爭期間，日本除攫取种类利益外，亦在中国各地区获得众多租界。辛亥革命时期，日本既支持革命党也支持清廷，更图谋分裂中国。北洋政府建立后，日本意圖佔領青島及山東，脅迫袁世凱簽訂《二十一条》，对日本政府要求的不满，中国引发抵制日货风潮、抗議活動（五四運動）。1928年，国民革命军北伐时，日本藉此出兵占領济南，爆發五三慘案。在蒋介石的主导下，国民政府為避免冲突消極應對，使得中国民众反日情緒更高漲，他们在对日行动上更为积极主动，成立對日委員會、反日運動委員會等，竭力争取国际舆论支持。
1931年9月18日，日军发起九一八事变，占领沈阳，很快控制东北地区，建立傀儡政权——满洲国。隨之掀起抗日學潮，在新生事件中，民众表达了对日本强权以及国民政府懦弱无能的不满。而因國共內戰，国民政府至1936年方停止剿共对日宣战，開啟長達14年的中国抗日战争。

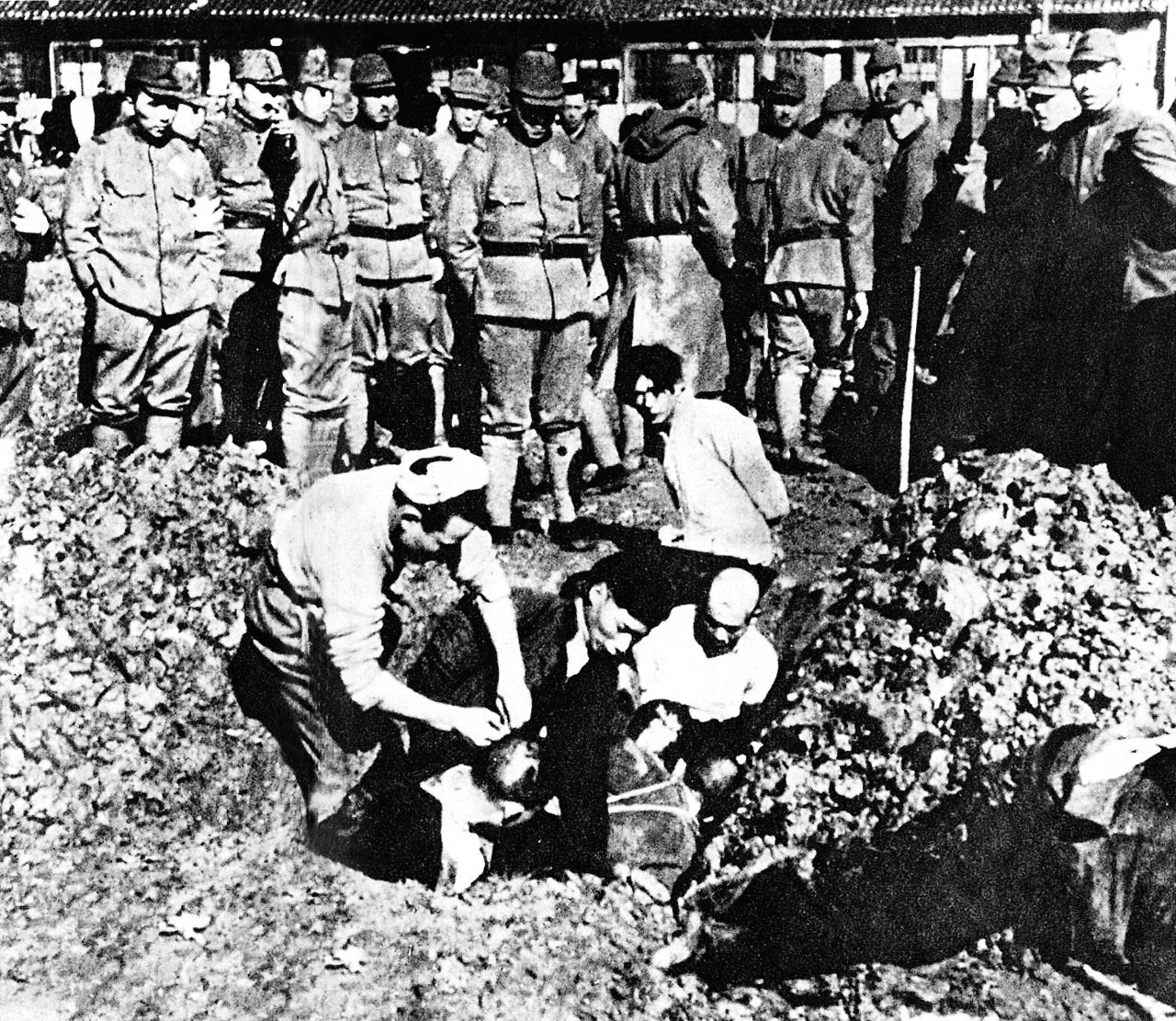
1937年南京大屠殺中，日軍強硬將中國平民押進坑中準備集體活埋。

1937年卢沟桥事变后，中国抗日战争进入全面战争阶段。12月13日，南京保衛戰南京失守，日本遂進行南京大屠杀，據南京軍事法庭調查有20萬至30萬中國平民和戰俘遭到日軍殺害。日本侵華期間，實行三光政策，燒毀並搶劫資源、殺戮當地居民。在满洲国，日军731医疗部队研究生物战争时利用中国平民作为测试对象。另外日本迫使包含中国在内被占领的亚洲国家女性從事軍妓（即慰安妇）。歷史上因日本的戰爭暴行以及日本政府規避戰爭責任，普遍認為是中國大陸人民反日的主因。

### 中华人民共和国時期
1949年，中国共产党建立中华人民共和国，中華民國政府遷台。此后，中华人民共和国為爭取國際地位，積極建立中日關係。在1970年代后，日中共同對抗蘇聯為維繫良好關係而出现了“蜜月期”。1972年，中华人民共和国与日本建交，發表的《中日联合声明》中，中华人民共和国政府放弃對日本的战争赔款。從1979年起，日本政府向中國提供政府開發援助達30年之久。1978年，中華人民共和國與日本簽訂《中日和平友好條約》。1989年六四事件之后，西方对中华人民共和国实行制裁，日本率先在1990年的七国集团峰会上打破制裁，恢复了对中华人民共和国的投资和贷款。
但中国抗日战争等一系列历史认知分歧，一直使两国民众关系紧张。1978年，日本靖国神社正式將甲級战犯入祭，供奉過去战死的军人。1985年8月15日，日本內閣總理大臣中曾根康弘开创参祭靖国神社的先例。这一举动，引发了中共中央总书记胡耀邦的抗议，激起中国民间的反日情绪。2001年，日本首相小泉純一郎又進行正式參拜，受到中國政府與韓國政府嚴厲批判。而在多种因素之下，中日关系的蜜月期终在1990年代中期结束。

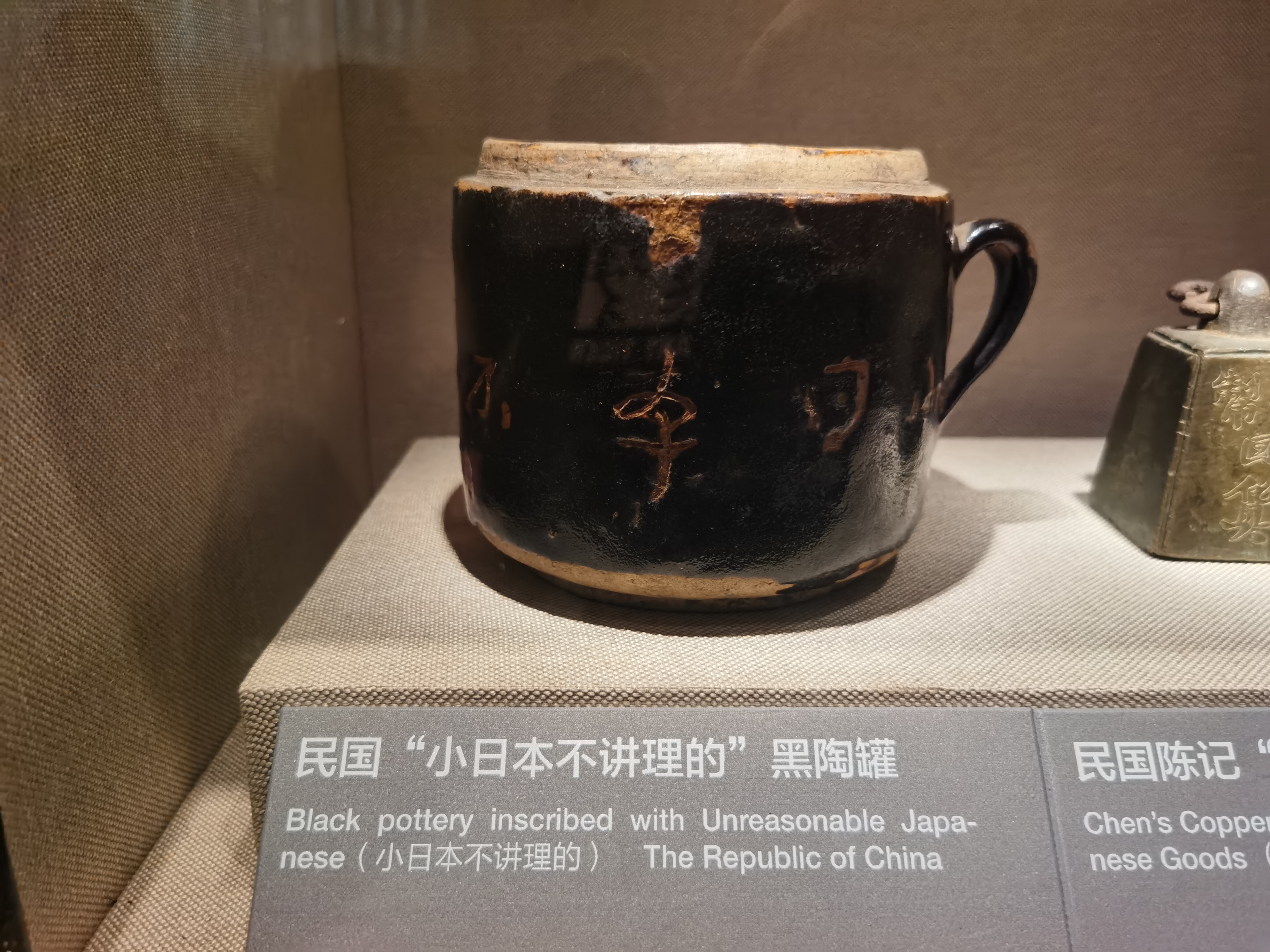
一件写有”小日本不讲理的“黑陶罐，制作于中华民国大陆时期

## 战后问题

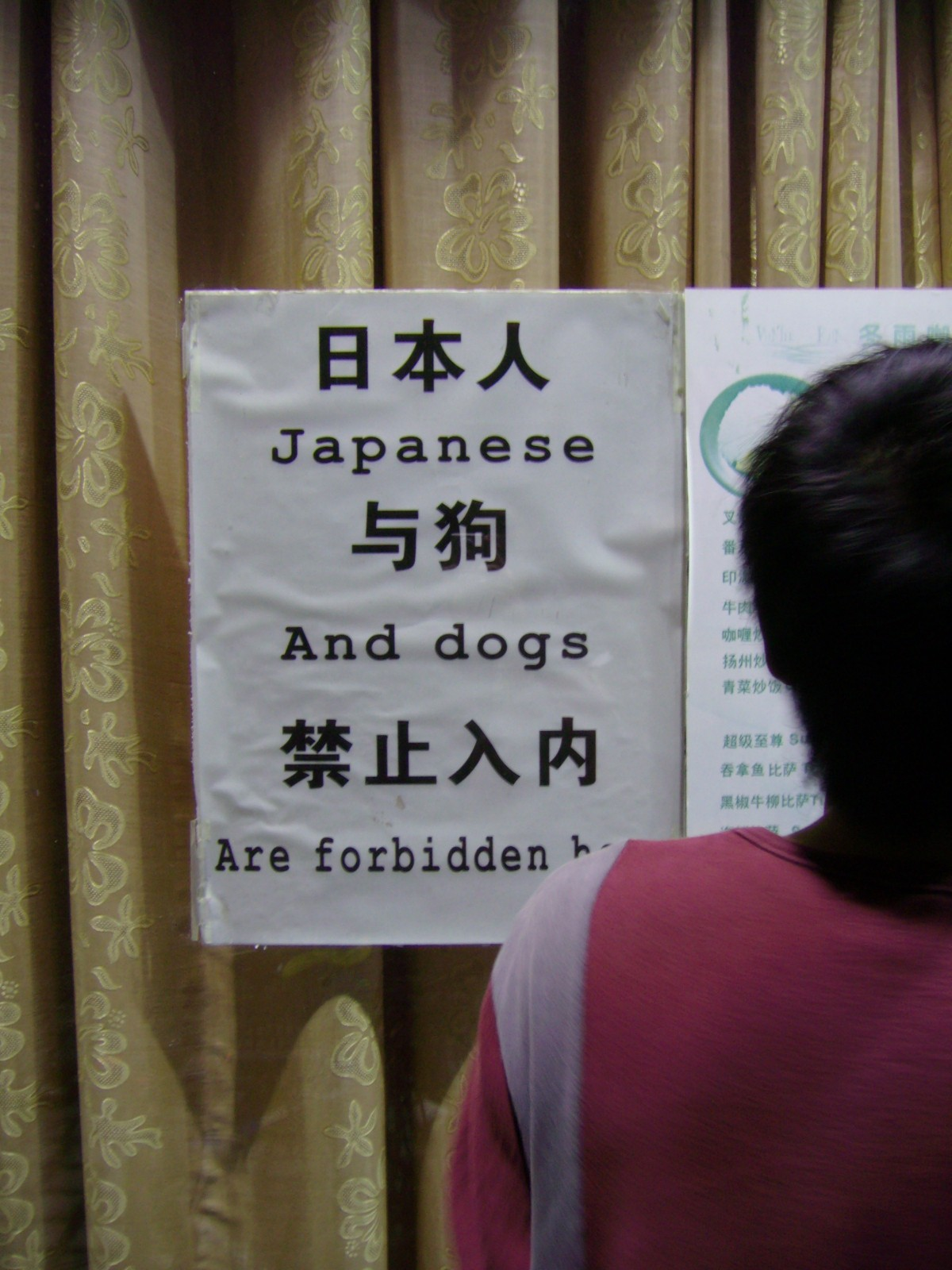
广州一酒家张贴的标语：“日本人与狗禁止入内”。这句话暗示出上海公共租界的标语：“中国人与狗禁止入内”

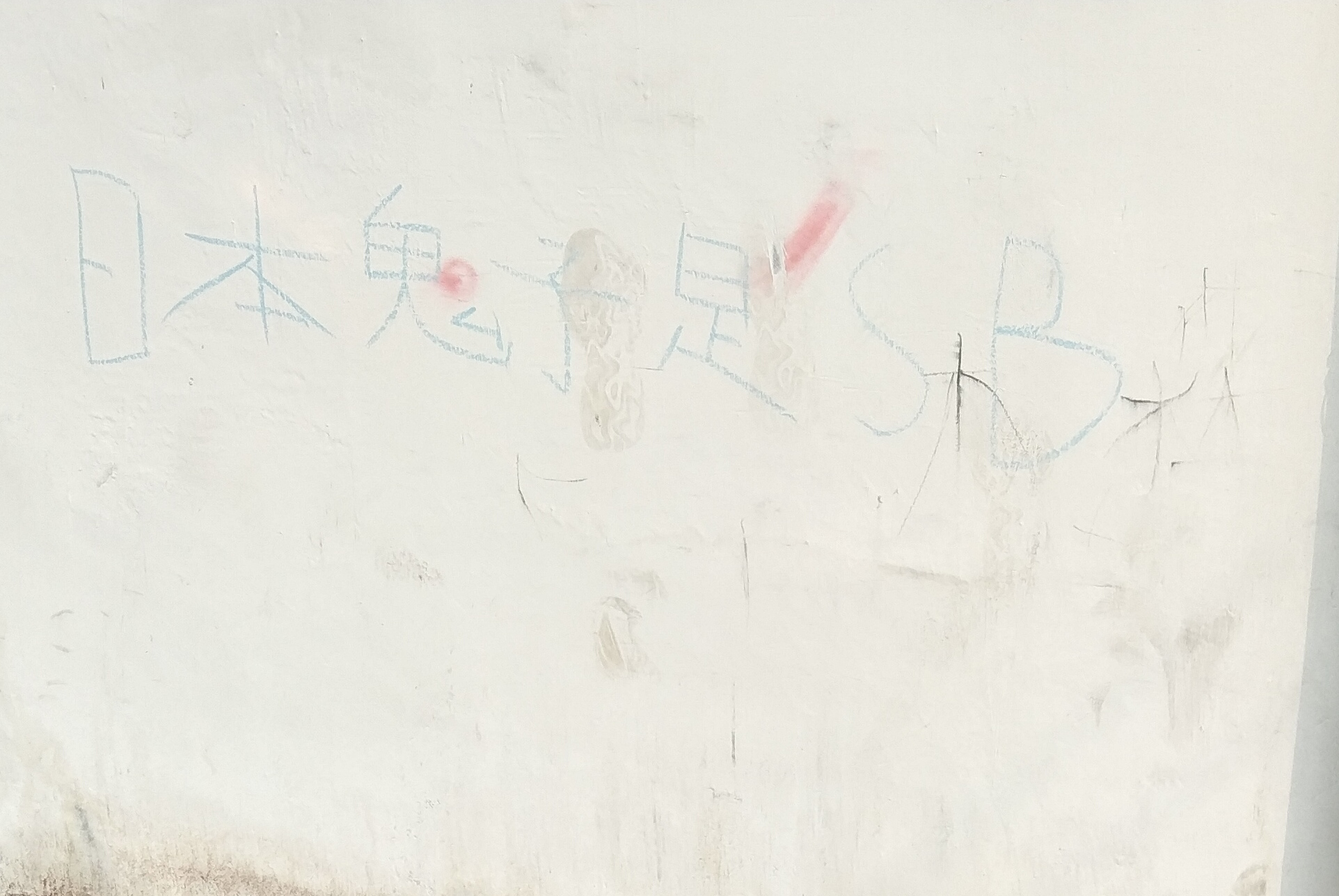
洛陽一房子牆壁上塗寫的反日標語

在抗日戰爭期間，日本違反國際公約多次使用化學武器。1945年日本投降時，為掩蓋使用化學武器的證據，日軍將大量化學武器掩埋地下或棄之於江河湖泊之中。1999年，中日兩國政府簽署《關於銷毀中國境內日本遺棄化學武器的備忘錄》，日本承諾儘快解決問題。2003年毒氣事故中，導致黑龍江、吉林等多個省份民眾中毒，但中国原告起诉日本政府遺留毒气事故賠償，很难获得日本法庭的保障。另外，日本法院拒绝提交二战战争犯罪受害者的大多数索偿。
2005年發生日本歷史教科書爭議，日本文部省審定教科書，淡化南京大屠殺和慰安妇制度。引發中國各地大規模的反日游行。借由互联网，包括即时消息服务，组织示威团体参与的抗议活动，许多人上街呼吁抵制日本产品，砸毀日貨店面，襲擊日本大使館。但由于中国政府不允许未经政府批准的示威，事後逮捕幾十名反日組織領導。
2007年，日本首相安倍晋三就“慰安妇”问题引发争议。安倍所在执政自由民主党中的120位国会议员希望修改官方的道歉。议员表示，沒有證據證明是國家組織性強徵慰安婦。遭到中国和韩国的谴责后，安培晋三提出道歉：“我对他们所遭受的艰难表示同情，并就他们发现他们自己所身处的状况表达我的道歉。”
由於日本政府及右翼政治人物否認南京大屠杀遇難人數、参拜靖国神社，逃避戰後責任以及淡化侵華歷史。且民間普遍規避相關内容，例如流行媒体漫画、书籍、电影、纪录片等避免描繪日軍暴行；反對者要求撤销张纯如的《南京暴行：被遗忘的大屠杀》的发行，在日本电影院上映《末代皇帝》时删除南京大屠杀场景等，使得中國反日主義日益高漲。
2010年代起，在日本历史教科书争议、靖国神社參拜爭議、釣魚台主权爭议和日本协防台湾等话题中，中國黨政機關利用政治宣传及社情舆论不斷刺激民众情绪，令到大部分中國民衆長期抱有强烈反日感情。

## 当代问题
當代，中日在領土主權問題及福島第一核電站事故的後續處理問題上有著嚴重分歧。釣魚臺列嶼主權、東海油氣田問題、以及中日撞船事件、保釣行動等，引起民間抗憤。此外在抗戰紀念日等時間點，中國大陸媒體長期宣傳日軍侵華暴行，電視媒體頻頻播映抗日戰爭的相關題材節目。中國政府近年來也高喊“文化抗戰”以抵制日本文化，藉由媒體渲染民族仇恨，更進一步激化反日情緒。隨著反日主義升溫，部分分析人士認為，中國政府鼓吹民族主義，是為了轉移國內政治矛盾，藉此向在中國經商的日本企業施壓，並且民族主义在中国公民社会逐漸形成同温层，隨之而來引起寒蟬效應。

### 教育
，；；在初中及高中的歷史科中，抗日戰爭占據了整個中國歷史課綱約30%的篇幅[[Category:]]；其中大部分篇幅是描述日本在中國的各種惡行如南京大屠殺，及在中國共產黨領導下的抗日事跡等。而到了大學，抗日仍然是中国近代史纲的重要組成部分。
在上述政策的影響下，如學校中出現任何質疑日本战争罪行或抵觸反日教育的聲音，不僅會遭到社會輿論一面倒的韃伐，嚴重者更會遭到解雇或政府行政處分。2021年，一名上海震旦职业学院教師宋庚一，她認為想要主張南京大屠殺死亡三十萬人的數據就需要史料支撐，被學生舉報后引起網上強烈抨擊，後遭學校革職。以及還有在華日校學生，受到治安事件的風險等等。

### 文娛
在改革開放剛開始的1980年代，由於中國與日本當時仍然處於外交關係的蜜月期，中國國内甚少有反日題材的文娛作品。當時中国从日本引进了大量日本影视剧、电影和动漫，大大丰富了當時百姓民衆的文化娱乐生活。日本電視劇作品如《追捕》、《望乡》、《生死恋》、《远山的呼唤》、《人证》、《砂之器》、《寅次郎的故事》、《华丽家族》受到喜愛；另外日本動畫片如《聪明的一休》、《花仙子》、《恐龙特急克塞号》、《变形金刚》、《七龙珠》等亦在國内大受歡迎。
至1990年代起開始，在六四事件、釣魚臺主權爭議及愛國主義教育的共同影響下，中日關係開始轉坏；與此同時在中共中央宣傳部的指導下，抗日戰爭逐漸成爲中國电影及電視劇的主流題材。在2000年代起，抗日戰爭題材的作品數量亦不斷上升；而與此相對的，廣電總局開始嚴格審查有關日本文化題材的影視作品。2006年中国审查部门禁映电影《艺伎回忆录》的决定，被认为是出于对反日情绪的担忧。中国女演员扮演日本艺妓的事实，经常被错误认为妓女是中国人，造成了相当大的争议。2008年，广电总局發佈《关于加强电视动画片播出管理的通知》，禁止各地電視臺在黃金時段播放外國動畫作品。甚至B站以及Niconico等社群網路服務被批評为「日本帝國主義」，認為日本動漫對青少年造成不良影響。
2010年起，隨著中國反日情緒到達改革開放后的高峰，中國每年平均出產數百部抗日電視劇和電影，全國一半以上的電視頻道都在播放抗日題材電視劇。有大陸媒體曾經表示，在中國「抗日是一个永恒的创作题材，因为可以驰骋想象，怎么弄都不过分。因为有爱国主义这个前提，一切就可以天马行空，自由挥洒，甚至胡编乱造，反正可以吸引观众眼球，提高收视率。抗日剧因此在当下的电视剧领域，显得异常强势，甚至泛滥。一打开电视，电视剧节目十有八九都与抗日有关。」。据路透社援引日方人员的信息，光是在2012年中国就制作超过200部抗日电影。2025年8月，適逢抗日戰爭勝利80周年，電影《南京照相馆》获得了大陸官方媒体的大力宣传。根据新华社的说法，河南一名9岁男孩在看完《南京照相馆》后，“回家后自发地撕毁了自己珍藏的日本漫画”。
近年，由於中國反日主義被視爲是絕對的政治正確，所以經常發生藝人因涉及日本政治、日本右翼势力、日本军国主义的話題而遭受輿論批評與攻擊。比如演藝界人士趙薇曾於2001年在雜誌上刊登身著和日本軍旗旭日旗極為相似的服裝的照片，掀起口誅筆伐。12月28日晚，趙薇在現場演出時，遭到男子的潑糞襲擊。在2021年，藝人張哲瀚因在日本旅遊賞櫻拍照的背景一角出現靖國神社，引起大範圍批評並被造謠政治立場，後遭行業抵制。

### 宗教
2022年，玄奘寺供奉涉及南京大屠殺的日本戰犯牌位，引發中國社會反日情緒。南京幾名民族宗教事務官員遭到懲處，供奉者吳啊萍遭刑事拘留。

### 民間反日活動

#### 体育赛事中的反日主义
2004年亚洲杯足球赛在中国举办期间，中国球迷在日本队对阵几个国家的比赛中奏国歌时对日本队抱以嘘声，除了对阵巴林的比赛中日本球迷被当地警方告知不要使用“条幅、彩旗、乐器或穿队服”，避免欢呼之外。飞往决赛举办地北京的航班也因有中国示威者在北京首都国际机场抗议，而推迟两个小时。之后，卫冕冠军日本在决赛中以3-1击败中国，冲突随之爆发，日本大使的车子遭到严重破坏。
在杭州举办的2007年女子世界杯足球赛A组的最后一场比赛中，数千名现场中国观众为德国队欢迎，并对日本队抱以激烈的嘘声。德国过早地在比赛中击败并淘汰日本队。日本球员随后在比赛结束时拉出横幅“谢谢”中国，得到观众的赞扬。该事件在中国引发轻微的争议，比赛显示出中国民族主义和反日情绪。比赛原计划于九一八事件当天进行，但由于该日在中国有敏感性质，比赛提前一天举办。
2008年东亚足球锦标赛期间，日本对阵朝鲜的首场比赛于2月17日在重庆举办，中国球迷在奏日本国歌时再次对日本队报以嘘声。中国球迷的态度并没有因为赛前警方的警告而改善。2月20日日本队对阵中国队的比赛过后，一小群中国球迷焚烧日本国旗，贬称日本队为“小日本”。
2026世界杯亚洲区预选赛第三階段中，中国男足與日本男足同處一組，在2024年11月19日中國主場對陣日本的比賽中，一名日本球迷被現場的中國球迷誤認為中國人穿日本隊服，現場上千名中國球迷抗議，並推擠圍攻該名日本球迷，更在現場大喊「漢奸」。

#### 钓鱼岛反日示威遊行
2010年發生中日撞船事件，日本控制的钓鱼岛遭到中华人民共和国政府及民间与中华民国民间反对。为了回应中国对日本持有冲绳岛和台湾之间的一群小岛的说法，数万名中国公民透过网络论坛组织举行大型反日抗议。日本品牌汽车和日本企业遭到破坏。
2012年，在香港啟豐二號船員登上釣魚島事件發生後，日本政府决定从一日本家族购买钓鱼岛。中国大陆再次爆发大型反日示威和抵制日货的活动，日资企业被砸。在深圳，骚乱民众试图占领市政府大楼，要求中国政府对日本宣战。还有多个报道指出使用日本产品的人士遭袭。有一篇报道称，海南一男子因朋友称中日如果爆发战争日本可能会赢而将其刺死。

#### 安倍晉三遇刺的反日主义
2022年7月8日，日本前內閣總理大臣安倍晉三被槍擊身亡，中国大陆社交媒体微博上涌现大量关注声音，有关话题占满热搜排行榜。新闻相关的留言中有大量「慶祝」言論，也有网民表示“勿幸灾乐祸”；据《纽约时报》报导，大部分舆论观点都没有被删除或屏蔽。但也有人表示，安倍晋三在首相任内多次参拜靖国神社、执政时期中日关系恶劣，中国大陆的网民对安倍遇刺拍手称快是正常的现象。
部分中國商家因安倍遇刺推出了「慶祝活動」，如商品打折、買一送一等慶祝優惠，举办安倍灵堂电音趴等活动，还售卖枪击案中犯人山上徹也使用的自制双管手枪的枪支模型、印有犯人图像的T恤和人偶，在漫展上模仿山上徹也的型像，还自制一把玩具枪摆出被抓時的相同姿势，身上甚至貼著犯案時的照片，以及一句「日服第一男槍」示意。一些新聞評論區的留言將安倍晉三遭槍擊事件與發生於相近日期的中國抗日戰爭全面爆發的標誌七七事變聯繫起來。

#### 反日本文化浪潮
进入2000年代以后，和服文化和動漫展覽，逐渐成为一个争议性话题。相关事件涉及七七事变、九一八、國家公祭日等敏感時間點尤為引起反日情緒。
受到南京玄奘寺牌位事件影響，2022年7月16日，中国大陆网络爆发反“夏日祭”浪潮，除首场南京A-3夏日祭漫展因“雷暴天气”取消外，南京其余场次的漫展以及大陆地区其它城市的部分漫展均因“不可抗力因素”及“政治原因”被迫取消。截至7月27日，大陆地区已有超过60场漫展被取消。2022年8月中旬，一位女性cosplayer在苏州淮海街身穿和服拍照，被警察以涉嫌寻衅滋事罪带离，引发中国大陆舆论关注。2024年，南京某商场因贴有红色圆形装饰物，被来自某家MCN公司的网红博主“战马行动”举报称这是日本国旗，红色的圆点被当地警方要求移除。焦作某街道因挂了白灯笼被举报。南宁地铁因地铁站内光芒状图案问题也被举报。
2025年6月起，由於志賀丸太事件影響，多起在中國大陸因爲Cosplay動漫《我的英雄學院》角色而遭人攻擊的事件被報導曝光，引發輿論熱議。

#### 針對日本人的犯罪行為
近年開始在中國國内出現針對日本人的治安惡性事件。2024年6月24日下午約4時，江蘇省蘇州市虎丘區塔園路新地中心公交站台上，一名中國男子襲擊一對居華日本僑民母子和日本人學校校車上的中國員工，此次襲擊最終造成1人死亡、2人受傷。
同年9月18日，適逢918事變紀念日，一名于深圳日本人學校就讀的日籍小學男生上學途中遇襲受傷，翌日不治，一名男子被捕。据《读卖新闻》报道引述知情人报道，该男子因求职无果对社会感到不满，希望干点大事，得到人关注。他认为，刺伤日本人会引发强烈的反响，并且可能会获得一些人的支持。
2025年7月31日下午，在江苏省苏州市的地铁站内，一位日本母亲带着孩子行走时，突然遭人用类似石头的物体袭击，這是在兩年内在苏州再次發生日本人遇襲的案件。

#### 在日本的反日行爲
除了在中國國内發生的事件外，同時亦開始出現一部分中國人在日本「反日」的行爲。
2024年5月，浙江香飘飘食品有限公司旗下的蜜谷果汁茶在日本贩售的杯套上印有嘲讽日本核废水标语，引发网络热议。受此影响，香飘飘股价于5月6日和7日出现涨停，后被质疑摆拍后于8日出现下跌。
2024年5月31日，位於日本東京千代田區的靖國神社被一名中華人民共和國籍網紅「鐵頭」董光明在神社入口處社號標上撒尿，再用紅色噴漆寫下「toilet」（廁所）一詞。據董光明稱，這一行為是對日本政府允許福島核電站排放經處理的放射性廢水入海的不滿和抗議。

## 民調統計
2014年BBC世界服务民意调查显示，中国大陸人抱有强烈的反日情绪，90%的中国大陸人對日本反感，只有5%表达了好感。自2006年开展首次民意调查以来，中国大陸的反日情绪在2014年最为高涨，同比去年上涨了16%。2017年，民調顯示民眾對日反面印象下降15%。

2024年12月，日本NGO「言論NPO」與中国国際傳播集團在中日兩地總共向2500人實行的輿論調查，結果顯示中国人對日本的負面情绪創下了2013年以來的新高，有87.7%的中国人對日本抱有負面印象。與此相比，認爲中日關係重要的中國人比例僅有26.3%，是這個調查2005年開始以來的最低紀錄。